# Hộc Tư Xuân
Hộc Tư Xuân (chữ Hán: 斛斯椿, 495 – 537), tự Pháp Thọ, người huyện Phú Xương, quận Quảng Mục, Sóc Châu, dân tộc Cao Xa, tướng lãnh cuối đời Bắc Ngụy thời Nam Bắc triều.

## Phụng sự Nhĩ Chu Vinh
Ông nội là Duyên . Cha là Túc hay Đôn , thời Bắc Ngụy Hiếu Minh đế làm đến Tả mục lệnh .
Khi vùng Hà Tây nổ ra khởi nghĩa, các mục hộ hưởng ứng, Xuân bèn đưa gia đình đến nương nhờ Nhĩ Chu Vinh, được làm Đô đốc phủ Khải tào tham quân. Theo Vinh chinh phạt nghĩa quân có công, được Vinh dâng biểu xin cho thụ Lệ uy tướng quân. Dần thăng đến Trung tán đại phu, Thự ngoại binh sự. Xuân tính khéo nịnh hót, rất được lòng Vinh, những việc quân sự cơ mật, đều có thể tham dự.
Khi Hiếu Minh đế băng (529), Xuân theo Vinh vào Lạc Dương. Đầu thời Hiếu Trang đế, được phong Dương Khúc huyện Khai quốc công, thực ấp 1000 hộ, thăng Tán kỵ thường thị, Bình bắc tướng quân Tư mã, rồi nhận chức Đại tướng quân phủ Tư mã (Đại tướng quân là Nhĩ Chu Vinh). Tham gia trấn áp Cát Vinh, nhờ công được nhận chức Thượng Đảng thái thú. Khi Nguyên Hạo vào Lạc Dương, Xuân theo Vinh đón rước Hiếu Trang đế, rồi tham gia đánh bại Hạo, được thăng An bắc tướng quân, Kiến Châu thứ sử, đổi phong Thâm Trạch huyện, chuyển làm Trấn đông tướng quân, Từ Châu thứ sử, lại chuyển làm Chinh đông tướng quân, Đông Từ Châu thứ sử.

## Phù tá và phản bội Nhĩ Chu thị
Khi Nhĩ Chu Vinh bị giết (530), Xuân rất lo sợ. Gặp lúc Nhữ Nam vương Nguyên Duyệt được quân nhà Lương đưa về biên cảnh, Xuân cả mừng, soái quân bản bộ bỏ châu, hưởng ứng Duyệt, được thụ Sứ trì tiết, Thị trung, Đại tướng quân, Lĩnh quân tướng quân, Lĩnh tả hữu, Thượng thư tả bộc xạ, Tư không công, phong Linh Khâu quận Khai quốc công, thực ấp vạn hộ, rồi làm Đại hành đài Tiền khu đô đốc. Đến lúc Nhĩ Chu Triệu vào Lạc Dương, Xuân lại đưa bộ hạ bỏ Duyệt, về với Triệu.
Xuân tham mưu cho Nhĩ Chu Thế Long phù lập Tiết Mẫn đế, có công định sách lược, được bái Thị trung, Phiếu kỵ đại tướng quân, Nghi đồng tam tư, Kinh kỳ bắc diện đại đô đốc, đổi phong Thành Dương quận Khai quốc công, tăng ấp 500 hộ, kể cả trước đây là 1500 hộ, sau đó được gia Khai phủ. Bất chợt Xuân nghe tin cha mình mất ở Tú Dung, bèn xin giảm giai để tặng cho ông ta. Vì thế Hộc Tư Đôn được tặng vượt cấp Tương uy tướng quân lên làm Xa kỵ tướng quân, Dương Châu thứ sử. Sau đó mới biết Đôn còn sống, Thế Long đãi Xuân rất hậu, cho ông khôi phục quan chức cũ, nhưng vẫn cho Đôn được nhận hàm Xa kỵ tướng quân, Dương Châu thứ sử.
Xuân theo bọn Nhĩ Chu Độ Luật, Nhĩ Chu Trọng Viễn bắc tiến chống lại Cao Hoan, đến Dương Bình. Gặp lúc Nhĩ Chu Triệu cùng bọn Độ Luật nghi ngờ lẫn nhau, bọn Độ Luật sai Xuân và Hạ Bạt Thắng giải thích với Triệu, nhưng Triệu lại bắt giữ hai người. Xuân và Thắng trần tình, Triệu mới thả hai người ra. Xuân nói Thắng rằng: “Thiên hạ đều oán hận họ Nhĩ Chu, bọn ta giúp chúng, chết không biết ngày nào, chẳng bằng giết chúng đi.” Thắng nói: “Thiên Quang và Triệu đều cát cứ một phương, bây giờ cùng bắt bọn họ thì khó lắm!” Xuân nói: “Dễ sắp đặt thôi!”  Sau khi liên quân Nhĩ Chu chia rẽ, Nhĩ Chu Triệu thua trận Quảng A, Nhĩ Chu Thế Long hết sức tập hợp liên quân một lần nữa. Thế Long lệnh cho Xuân thuyết phục Nhĩ Chu Thiên Quang, ông nói với Thiên Quang rằng: “Không có vương thì không xong, há lại ngồi nhìn tông tộc diệt vong sao?” Thiên Quang mới lên đường. Liên quân lại thất bại ở trận Hàn Lăng, Xuân nói với bọn đô đốc Giả Hiển Trí rằng: “Nếu không ra tay trước mà bắt họ Nhĩ Chu, bọn ta sẽ chết chẳng lành đấy!” Bèn cùng bọn Hiển Trí thề nguyền dưới cây dâu, đem ngày lên đường, tiến vào thành Bắc Trung, bắt giết tất cả bộ khúc họ Nhĩ Chu; lệnh cho bọn Trưởng Tôn Trĩ, Giả Hiển Trí soái vài trăm kỵ binh đi bắt anh em Nhĩ Chu Ngạn Bá, Thế Long, đem chém ở ngoài cửa Xương Hạp. Xuân vào Lạc Dương, treo đầu anh em Thế Long trên cái cây trước cửa nhà, Hộc Tư Đôn bước ra trông thấy, nói với Xuân rằng: “Mày với họ Nhĩ Chu thề nguyền làm anh em, nay sao lại nhẫn tâm treo đầu họ ở cửa nhà, không thẹn với trời đất ru!” Xuân bèn gởi đầu bọn Thế Long cùng xe tù của Độ Luật, Thiên Quang đến chỗ Cao Hoan.

## Đầu hàng và phản kháng Cao Hoan
Trên đường Cao Hoan vào Lạc Dương, dừng chân ở Mang Sơn, bộ tướng của Nhĩ Chu Trọng Viễn (đã chạy thoát sang nhà Lương) là đô đốc Kiều Ninh, Trương Tử Kỳ đến hàng, Hoan bày trò “giết gà răn khỉ”, kể tội phản bội mà đem chém bọn họ. Cao Hoan vào Lạc Dương, Xuân nói với Hạ Bạt Thắng rằng: “Nay việc thiên hạ phụ thuộc vào ta với anh, nếu không chế ngự người trước, sẽ bị người chế ngự. Cao Hoan mới đến, giết hắn không khó.” Thắng nói: “Người nào có lòng với ngươi, hại hắn ta sẽ không may mắn đâu. Mấy đêm gần đây cùng Hoan nghỉ ngơi, dốc cạn tấm lòng, kể cả đối với anh cũng ân ý rất nhiều, sao phải khổ sở kiêng dè như vậy!” Xuân mới thôi. Hiếu Vũ đế lên ngôi, bái Xuân làm Thị trung, Nghi đồng khai phủ, Thành Dương quận công. Cha Xuân là Đôn được gia Khai phủ, con là Duyệt được làm Thái trung đại phu, thụ bái cùng ngày, đương thời khen là vinh.
Xuân mấy lần phản phúc, trong lòng bất an, bèn ngầm khuyên Hiếu Vũ đế sắp đặt bộ khúc cho Các nội đô đốc (khi ấy là Vũ Văn Hiển Hòa), lại tăng nhân số của lính Vũ trực, từ Trực các tướng quân trở xuống có đến vài trăm biệt tướng, đều tuyển bọn tội nhân để sung vào. Xuân thuyết phục đế vài lần tuần du, hiệu lệnh cho bộ khúc sắp thành trận thế, tự mình chỉ huy bọn họ. Từ đây về sau, quân sự - chánh trị đều là do Xuân quyết định. Năm Vĩnh Hi thứ 3 (534), Xuân khuyên đế vờ đánh nhà Lương, thực là chinh phạt Cao Hoan, đế nghe theo, cho tập hợp quân đội các châu Hà Nam, bày trận ở phía tây kinh thành, bắc tiếp Mang Sơn, nam đến Lạc Thủy, mặc nhung phục cùng Xuân duyệt quân. Cao Hoan lấy cớ Xuân làm loạn chính sự, dấy binh đòi trị tội.
Ngày Kỷ sửu tháng 7 ÂL (5/8 DL), Hiếu Vũ đế đồn trú Hà Kiều, mệnh cho Xuân làm tiền quân, bày trận ở phía bắc Mang Sơn. Xuân tâu xin soái 2000 kỵ binh, trong đêm vượt Hoàng Hà, tập kích kẻ địch mỏi mệt. Đế ban đầu đồng ý, Hoàng môn thị lang Dương Khoan thuyết phục đế rằng: “Cao Hoan là bề tôi chinh phạt nhà vua, thế nào chẳng đến? Nay giao quân đội cho người khác, sợ sanh ra biến cố khác. Nay Xuân vượt sông, vạn nhất có công, là diệt một Cao Hoan, lại sanh ra một Cao Hoan đấy!” Đế bèn sắc cho Xuân dừng lại. Xuân than rằng: “Gần đây Huỳnh Hoặc chen vào Nam Đẩu, nay hoàng thượng tin vào lời gièm của tả hữu, không dùng kế của ta, chẳng phải ý trời ru!”  Vũ Văn Thái nghe tin, nói với tả hữu: “Cao Hoan mấy ngày đi tám, chín trăm dặm, là cấm kỵ của binh gia, nên thừa cơ mà đánh hắn. Nhưng chúa thượng lấy cớ tấm thân vạn thặng, không chịu vượt sông quyết chiến, trái lại ở ven bờ cố thủ. Vả sông dài ngàn dặm, khó lòng ngăn chặn, nếu một chỗ để giặc vượt qua, thì việc lớn hỏng rồi!” 
Sau đó đế sai Xuân đi trấn thủ Hổ Lao. Em Xuân là Nguyên Thọ cùng Giả Hiển Trí giữ Hoạt Đài, bị tướng của Cao Hoan là Đậu Thái đánh phá. Ngày Bính ngọ (22/8 DL), Cao Hoan vượt Hoàng Hà, Hiếu Vũ đế còn đang tranh luận với quần thần theo 3 hướng: về nam dựa vào Hạ Bạt Thắng, sang tây nhờ cậy Vũ Văn Thái, tử thủ tại Lạc Khẩu; Dĩnh Xuyên vương Nguyên Bân ở Hổ Lao tranh quyền với Xuân không được, bỏ về nói với đế rằng: “Quân của Cao Hoan đã đến!” Ngày Đinh mùi (23/8 DL), đế sai sứ triệu Xuân, cùng nhau chạy sang Trường An ở phía tây.

## Những năm cuối đời
Sau khi vào Quan Trung, Xuân được bái làm Thượng thư lệnh, Thị trung như cũ, phong Thường Sơn quận công.
Tháng giêng ÂL năm Đại Thống đầu tiên (535) thời Tây Ngụy Văn đế, Xuân được làm Thái bảo. Năm sau, được thăng làm Thái phó. Năm thứ 3 (537), mất, hưởng thọ 43 tuổi. Văn đế đích thân đến điếu, bá quan khóc viếng. Có chiếu ban Đông viên bí khí, sai Thượng thư, Lương quận vương Nguyên Cảnh Lược giám hộ tang sự. Được tặng Đại tướng quân, Lục thượng thư, 30 châu chư quân sự, Thị trung, Hằng Châu thứ sử, Thường Sơn quận vương, thụy là Văn Tuyên, cúng bằng cỗ thái lao. Lại có chiếu đổi Đại tướng quân làm Đại tư mã, cấp xe Ôn lương. Khi táng, xa giá đưa tiễn đến bờ nam sông Vị.
Tây Ngụy Văn đế từng cấp cho Xuân vài khu điếm, 30 con bò cày. Xuân cho rằng quốc nạn chưa bình, không thể cùng trăm họ tranh lợi, từ chối điếm, nhận bò, mỗi ngày mổ một con, cho quân sĩ hưởng dụng. Khi mất, của nhà không dư dả gì.

## Hậu nhân
Xuân có bốn con trai: Duyệt, Khôi, Trưng, Diễn. Diễn bị Cao Hoan giết chết, 3 người còn lại vào Quan Trung.
Hộc Tư Trưng là người nổi tiếng nhất, quản lý lễ nhạc trải qua 3 triều đại Tây Ngụy, Bắc Chu, Tùy.
Con Khôi là Chánh hưởng ứng khởi nghĩa Dương Huyền Cảm, bị Tùy Dượng đế xử cực hình.

## Đánh giá
Ngụy thư kết luận: Xuân giảo hoạt đa sự, ham thích loạn lạc, gây sự mất nước, trong triều ngoài cõi chẳng ai không căm ghét.
Bắc sử đánh giá: Hộc Tư Xuân nhiều lần gặp nguy cơ, kết cục lại yên lành, chẳng phải mưu kế con người sắp đặt ư!